# Великая Александровка (Киевская область)
Большая Алекса́ндровка (укр. Велика Олександрівка) — село, входит в Бориспольский район Киевской области Украины.
Население по переписи 2001 года составляло 2223 человек. Почтовый индекс — 08320. Телефонный код — 4595. Занимает площадь 1,81 км². Код КОАТУУ — 3220880901.

## Местный совет
08320, Киевская обл, Бориспольский р-н, с. Большая Александровка, ул. Гагарина, 11